# Амвросій (Парашкевов)
Митрополит Амвросій (в миру Александр Александров Парашкевов; 9 червня 1942, Свиштов — 18 серпня 2020, Сілістра) — єпископ Православної церкви Болгарії, митрополит Доростольський. З 1992 до 1998 рік обіймав єпископську катедру у БПЦ Патріарха Пімена.

## Біографія
Середню освіту здобув у рідному місті. Згодом закінчив Вищий хіміко-технологічний інститут в Софії.
У 1983 році вступив в Софійську духовну академію Климента Охридського, яку закінчив в 1987 році.
13 серпня 1983 року в Клисурському Кирило-Мефодіївському монастирі в краю Берковиця митрополитом Видинським Філаретом пострижений в чернецтво з ім'ям Амвросій.
З 1 листопада 1983 року по 1 грудня 1984 року служив єпархіальним дияконом Видинської єпархії.
У 1984 році митрополитом Видинським Філаретом в Клісурській обителі був висвячений у сан ієромонаха.
З 1 грудня 1984 до 3 лютого 1988 року перебував і служив в Клисурському монастирі.
З 3 лютого 1988 до 1 квітня 1994 року був ігуменом Лопушанського Іоанно-Предтеченського монастиря.
Після виникнення в 1992 році розколу в Болгарській православній церкві приєднався до «альтернативного» синоду.
З червня 1999 до 1 липня 2004 року був вікарієм Видинської єпархії з правом перебування на території єпархії. У той же період часу виконував посаду ігумена Клісурського монастиря, встигнувши закінчити ремонт і стабілізувати фінансове становище.
1 липня 2004 року був призначений вікарієм Врачанської кафедри.
17 січня 2010 року обраний, а 24 січня того ж року затверджений митрополитом Доростольським.
З липня 2013 року — тимчасово керуючий Варненською єпархією.